# George O. Rathbun

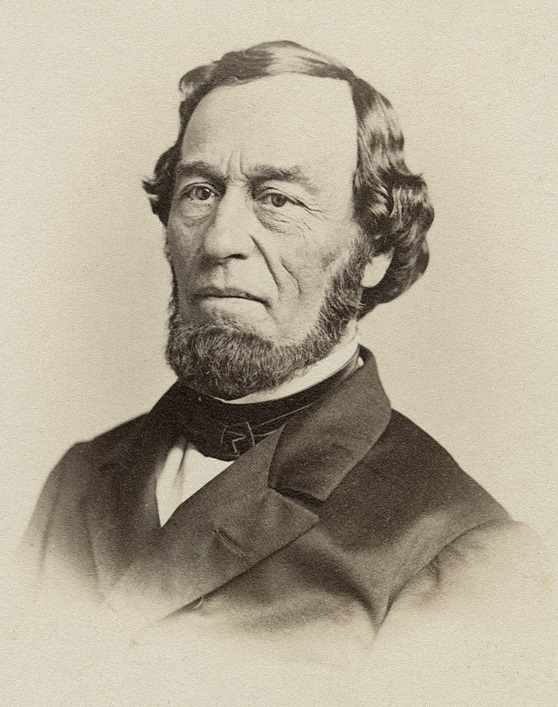
George O. Rathbun

George Oscar Rathbun (* 16. Oktober 1802 in Scipioville bei Auburn, New York; † 5. Januar 1870 in Auburn, New York) war ein US-amerikanischer Jurist und Politiker. Zwischen 1843 und 1847 vertrat er den Bundesstaat New York im US-Repräsentantenhaus.

## Werdegang
George Oscar Rathbun besuchte die Schulen in Auburn und das Hamilton College. Er studierte Jura. Nach dem Erhalt seiner Zulassung als Anwalt begann er in Auburn zu praktizieren. Er saß in der New York State Assembly. Politisch gehörte er der Demokratischen Partei an. Bei den Kongresswahlen des Jahres 1842 wurde Rathbun im 25. Wahlbezirk von New York in das US-Repräsentantenhaus in Washington, D.C. gewählt, wo er am 4. März 1843 die Nachfolge von John Maynard antrat. Er wurde einmal wiedergewählt und schied dann nach dem 3. März 1847 aus dem Kongress aus. Während seiner Kongresszeit hatte er den Vorsitz über das Committee on Revolutionary Pensions (48. Kongress) und über das Committee on the Judiciary (49. Kongress). Nach seiner Kongresszeit ging er wieder seiner Tätigkeit als Anwalt nach. Er verstarb am 5. Januar 1870 in Auburn und wurde dann auf dem Fort Hill Cemetery beigesetzt.